# Соление земли
Соление земли или засевание солью — ритуал разбрасывания соли на месте городов, разрушенных завоевателями. Он возник как проклятие на повторное заселение на древнем Ближнем Востоке и стал устоявшимся фольклорным мотивом в Средние века. Самым известным примером является соление Сихема, описанное в библейской Книге Судей 9:45. Предполагаемое соление Карфагена не подтверждается историческими свидетельствами.

## Города
Обычай очищать или освящать разрушенный город солью и проклинать любого, кто осмелится восстановить его, был широко распространен на древнем Ближнем Востоке, однако из исторических свидетельств остаётся неясным, что означало в этом процессе сеяние соли. Так, в случае Сихема различные комментарии объясняют это следующим образом:
…заветное проклятие, средство обеспечения опустошения, ритуал, призванный предотвратить месть теней убитых, очищение места перед восстановлением или подготовка к окончательному разрушению в ритуале херем.

### Древний Ближний Восток
Различные хеттские и ассирийские тексты говорят о церемониальном посыпании солью, минералами или растениями (сорняками, «кресс-салатом» или кудимму, которые ассоциируются с солью и запустением) разрушенных городов, включая Хаттусу, Тайду, Аринну, Хунусу, Ирриду и Сузы. В Книге Судей (9:45) говорится, что Авимелех, судья израильтян, засеял свою собственную столицу, Сихем, солью, около 1050 г. до н. э., после подавления восстания против него. Это могло быть частью ритуала херем (см. Соль в Библии).

### Карфаген
По крайней мере ещё в 1863 году различные тексты утверждали, что римский полководец Сципион Эмилиан вспахал и засеял город Карфаген солью после того, как победил его в Третьей Пунической войне (146 до н. э.), разграбил его и поработил выживших. Соление, вероятно, было смоделировано по образцу истории Сихема. Хотя древние источники упоминают символическое проведение плуга по различным городам и их соление, ни в одном не упоминается именно Карфаген. С разрушенным Карфагеном плуг впервые связывается, по-видимому, у немецкого автора Бартольда Нибура, энтузиаста аграрной истории. 
История о солении вошла в академическую литературу в главе Бертранда Холлуорда в первом издании «Кембриджской истории древнего мира» (1930) и была широко принята как фактическая. В частности, она воспроизводится в Большой российской энциклопедии и 14-томной энциклопедии «Всемирная история». В журнале «Вокруг света» утверждалось: «Более ста лет земля Карфагена, распаханная и посыпанная солью в знак вечного проклятия, стояла пустой». Однако древних источников для этой версии нет, и теперь она считается апокрифической.

### Палестрина
Когда Папа Бонифаций VIII разрушил Палестрину в 1299 году, он приказал, чтобы она была вспахана «по старому примеру Карфагена в Африке», а также посолена. «Я провёл по ней плугом, как по древнему Карфагену в Африке, и я посеял на ней соль…» Из текста не ясно, считал ли он, что Карфаген был посолен. Более поздние рассказы о других посолах при разрушении средневековых итальянских городов теперь отвергаются как неисторические: Падуя Аттилой (452), возможно, в параллели между Аттилой и древними ассирийцами; Милан Фридрихом Барбароссой (1162); и Семифонте флорентийцами (1202).

### Иерусалим
В английской эпической поэме «Осада Иерусалима» (ок. 1370 г.) повествуется, что Тит приказал посеять соль на Храме, но этот эпизод не встречается в рассказе Иосифа Флавия.

### Испанская империя
В Испании и Испанской империи землю, принадлежавшую осужденному предателю (часто тому, кто был казнен, а его голова впоследствии насажена на копье), посыпали солью после того, как его дом был снесен.

### Португалия
Подобное делалось и в Португалии. Последним известным событием такого рода было разрушение дворца герцога Авейру в Лиссабоне в 1759 году из-за его участия в деле Тавора (заговор против короля Португалии Жозефа I). Его дворец был разрушен, а его земля засолена. Каменный мемориал теперь увековечивает память о позоре герцога, где написано:
В этом месте были сравнены с землей и засыпаны солью дома Жозе Маскареньяша, лишены почестей герцога де Авейру и других… Преданы правосудию как один из руководителей самого варварского и отвратительного переворота, который… был совершен против самой королевской и священной особы Господа Жозефа I. На этой позорной земле ничто не может быть построено во все времена.

### Бразилия
В португальской колонии Бразилия лидер антиколониального заговора Инконфиденсия Минейра Тирадентис был приговорён к смертной казни, а его дом был «снесён и засыпан солью, чтобы никогда больше не строить на полу, … и даже пол поднимется как штандарт, с помощью которого будет храниться память (сохраняя) позор этого отвратительного преступника …». Он перенёс дальнейшие унижения, был повешен и четвертован, части его тела были развезены по разным частям страны, где встречались его собратья-революционеры, а его дети были лишены их имущества и чести.